# Cyperus holostigma
Cyperus holostigma är en halvgräsart som beskrevs av Charles Baron Clarke och Georg August Schweinfurth. Cyperus holostigma ingår i släktet papyrusar, och familjen halvgräs. Inga underarter finns listade i Catalogue of Life.